# Chasing Cars
Chasing Cars ist ein Song der britischen Alternative-Rock-Band Snow Patrol. Er erschien am 1. Mai 2006 auf dem Studioalbum Eyes Open bei Universal Music und wurde am 6. Juni 2006 als Single ausgekoppelt.

## Entstehung
Gary Lightbody schrieb das Lied auf der Farm von Produzent Jacknife Lee. Während einer Tournee Ende 2005 wurde das Lied zum ersten Mal aufgeführt. Größere Bekanntheit erlangte der Song erstmals, als er für das dritte Staffelfinale von One Tree Hill verwendet wurde. Wenige Wochen später wurde der Song ebenfalls für das emotionale Finale der zweiten Staffel von Grey’s Anatomy verwendet und wurde dadurch einem noch größeren Publikum bekannt. In der Krankenhausserie kam es drei weitere Male vor, davon eine Version auf Spanisch (Staffel 15, Folge 6 gesungen von Moon & Sun feat. Israel De Corcho) und eine als Musical-Version (Staffel 7, Folge 18 gesungen von Sara Ramírez, Chandra Wilson und Kevin McKidd).

## Musikalischer Stil
In dem Lied beschreibt der Protagonist seine Liebe zu einer Frau. Der Ausdruck „chasing cars“ stammt laut Lightbody von seinem Vater, der zu einer Liebe seines Sohnes sagte:

“You’re like a dog chasing a car. You’ll never catch it and you just wouldn’t know what to do with it if you did.”

„Du bist wie ein Hund, der ein Auto jagt. Du wirst es nie erwischen und selbst wenn, wüsstest du nicht, was du damit anfangen könntest.“

Musikalisch lässt sich das Stück eher in den sanften Alternative Rock oder in den Pop-Rock einordnen. Neben dem Gesang ist in den Strophen nur eine gezupfte E-Gitarre zu hören. Während des Refrains steigen außerdem Bass und Schlagzeug ein. Insgesamt werden während des ganzen Stückes nur drei Akkorde verwendet.

## Musikvideo
Zu Chasing Cars existieren zwei verschiedene Musikvideos.
In der ersten Version, die von Universal Music veröffentlicht wurde, sieht man Sänger Gary Lightbody auf der Erde im Freien liegen. Während am Anfang des Videos noch die Sonne scheint, ziehen während des zweiten Refrains Wolken auf und es fängt stark zu regnen an. Erst gegen Ende des Videos, als der Regen wieder aufgehört hat, steht Lightbody auf und die Kamera zoomt ihn immer weiter heraus.
Die zweite Version, produziert von der Tochterfirma Vertigo Records, ähnelt stark dem ersten Video, jedoch sind die Schauplätze verschieden. Ein Schauplatz ist das Wohnzimmer einer Wohnung, auf dessen Boden Lightbody anfangs liegt. Der Großteil des Videos spielt jedoch in den Straßen einer Großstadt, durch die er zunächst alleine geht. Später legt er sich auf eine dieser Straßen. Gleiches gilt für die Station einer U-Bahn. Weitere Schauplätze, in denen er sich auf den Boden legt sind eine U-Bahn-Station, eine U-Bahn, ein Berg über einer Stadt (mit Freeway und grünen US-Schildern: Dodger Stadium) und das verlassene Bett eines Hotelzimmers.

## Rezeption

### Kritiken
Laut.de bewertet den Song eher negativ. Kritiker Benjamin Fuchs meint zur Single, dass Snow Patrol dem Trend vieler britischer Bands folge und zwanghaft Balladen auf ein Album bringen wolle. Die Atmosphäre des Songs bewertet er dennoch positiv.

### Auszeichnungen bei Musikpreisen
Bei den Grammy Awards 2007 war Chasing Cars in der Kategorie Best Rock Song nominiert.
Von About.com wird Chasing Cars hingegen als eingängiges Lied bezeichnet, das vor allem durch den Gesang Lightbodys glänze. Kritiker Bill Lamb sähe keine Punkte, an denen das Stück wirklich hätte verbessert werden müssen und bezeichnet das Lied als „eines der schönsten Liebeslieder des Jahres“.
Auch Tom Woods von musicomh.com bewertet das Lied positiv. Er beschreibt es zwar als relativ simpel und als keinen Meilenstein der Musikgeschichte, die Botschaft und der Gesang machten daraus jedoch einen fast brillanten Song.

## Kommerzieller Erfolg

### Chartplatzierungen
Chasing Cars ist für die Band die bis dato erfolgreichste Singleauskopplung. In Österreich kam die Single auf Platz 2 der Charts, gleichzeitig war dies die erste Chartplatzierung Snow Patrols in Österreich. In Belgien und Neuseeland erreichte das Lied Platz drei, in der Schweiz Platz vier der Single-Charts. Mit Platz fünf in den USA, Platz sechs in Großbritannien und Irland, Platz acht in Deutschland und Platz neun in Norwegen wurden in weiteren Ländern die Top Ten der jeweiligen Landescharts erreicht. Mit Dänemark (Platz 13), den Niederlanden (Platz 24), Schweden (Platz 40) und Frankreich (Platz 57) konnte sich die Single in weiteren Ländern platzieren. In der Schweiz hielt sich das Lied 105 Wochen in den Single-Charts, in Großbritannien 166 Wochen, womit es eines der Lieder ist, die sich am längsten in den britischen Single-Charts platzieren konnte.
| ChartsChartplatzierungen       | Höchstplatzierung | Wochen |
| ------------------------------ | ----------------- | ------ |
| Deutschland (GfK)              | 8 (65 Wo.)        | 65     |
| Österreich (Ö3)                | 2 (36 Wo.)        | 36     |
| Schweiz (IFPI)                 | 4 (105 Wo.)       | 105    |
| Vereinigte Staaten (Billboard) | 5 (45 Wo.)        | 45     |
| Vereinigtes Königreich (OCC)   | 6 (166 Wo.)       | 166    |

| ChartsJahrescharts (2006)      | Platzierung |
| ------------------------------ | ----------- |
| Schweiz (IFPI)                 | 69          |
| Vereinigte Staaten (Billboard) | 29          |
| Vereinigtes Königreich (OCC)   | 14          |

| ChartsJahrescharts (2007)      | Platzierung |
| ------------------------------ | ----------- |
| Deutschland (GfK)              | 38          |
| Österreich (Ö3)                | 36          |
| Schweiz (IFPI)                 | 37          |
| Vereinigte Staaten (Billboard) | 61          |
| Vereinigtes Königreich (OCC)   | 34          |

| ChartsJahrescharts (2008)    | Platzierung |
| ---------------------------- | ----------- |
| Schweiz (IFPI)               | 97          |
| Vereinigtes Königreich (OCC) | 95          |

### Auszeichnungen für Musikverkäufe
| Land/Region                  | Auszeichnungen für Musikverkäufe (Land/Region, Auszeichnung, Verkäufe) | Verkäufe   |
| ---------------------------- | ---------------------------------------------------------------------- | ---------- |
| Australien (ARIA)            | 14× Platin                                                             | 980.000    |
| Belgien (BRMA)               | Gold                                                                   | 25.000     |
| Brasilien (PMB)              | 2× Platin                                                              | 120.000    |
| Dänemark (IFPI)              | 2× Platin                                                              | 180.000    |
| Deutschland (BVMI)           | 2× Platin                                                              | 600.000    |
| Italien (FIMI)               | Platin                                                                 | 50.000     |
| Neuseeland (RMNZ)            | 6× Platin                                                              | 180.000    |
| Österreich (IFPI)            | 2× Platin                                                              | 60.000     |
| Spanien (Promusicae)         | 2× Platin                                                              | 120.000    |
| Vereinigte Staaten (RIAA)    | 7× Platin                                                              | 7.000.000  |
| Vereinigtes Königreich (BPI) | 6× Platin                                                              | 3.600.000  |
| Insgesamt                    | 1× Gold · 42× Platin ·                                                 | 12.855.000 |